# 백신 기피

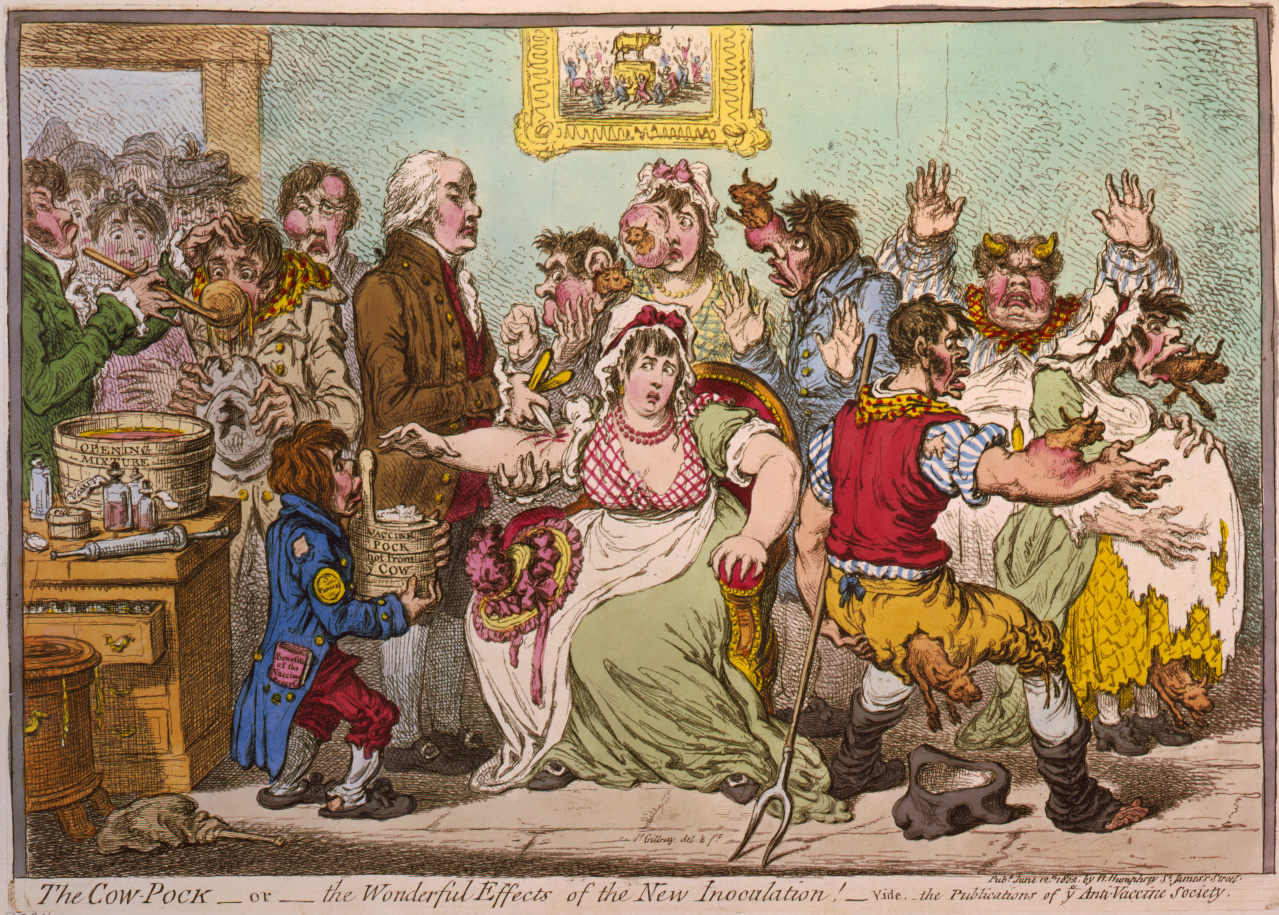

백신 기피는 예방접종 (백신 접종)을 받거나 아이에게 예방접종을 하는 것을 기피하거나 거부하는 것이다. 백신 기피는 세계보건기구에 의해 2019년에 "세계적인 건강에 대한 위협" 톱 10 중 하나로 선정되었다. 기피는 백신에 관련한 의료적 · 윤리적 · 법적 문제에 대해 공개적인 논쟁에 대한 결과로 생긴 것이다. 백신 기피와 관련 논쟁은 예방접종의 발명 이후 계속되고 있으며, 백신(vaccine), 예방접종(vaccination)이라는 단어가 만들어지는 80년 전부터 존재하고 있었다.

## 같이 보기
- 코로나19 백신에 대한 잘못된 정보와 기피 현상